# Lotfi Sidirahal
 (avril 2019).
 (novembre 2019).
Lotfi Sidirahal, fondateur de l'agence Atelier Pod, est un architecte franco-marocain.
Il intervient notamment dans la conception d'hôtels, par exemple pour les groupes Accor, Four Seasons, Anantara ou Fairmont.
En 2017, il remporte sept récompenses internationales dont le prix de Versailles à l'UNESCO à Paris, et deux « A design Awards » à Milan en architecture et architecture intérieure.

## Biographie

### Naissance et formation
Natif de Casablanca, Lotfi Sidirahal étudie à l'École spéciale d'architecture de Paris. Il y enseigne par la suite en tant qu'assistant professeur aux côtés d'Odile Decq. Il est également diplômé du Laboratoire de géographie urbaine de Paris X.

### Carrière
Les premières œuvres de Lotfi Sidirahal, comme le Nomambule, créent la polémique dans le milieu de l'architecture, tant elles remettent en question la notion de bâtiment et plaident pour un désenclavement des métiers de la création architecturale.[réf. nécessaire]
En 2000 et 2001, il est invité à exposer à Monaco et à Berlin.[réf. nécessaire]
A Séoul en 2006 le Hangaram Art Museum l'invite à créer une œuvre pour l'exposition Mobility qu'il appellera Nolo.[réf. nécessaire]
Sidirahal s'intéresse en particulier au design hôtelier, auquel il apporte ses expériences dans le monde de l'art contemporain et de l'avant-garde architecturale.[réf. nécessaire]
Son agence Atelier Pod, basée à Paris, Casablanca et Dubai, est référencée par diverses enseignes internationales comme Accor, Four Seasons, Marriott, Anantara.
Lotfi Sidirahal fut nommé aux « Premio Borromini Awards », à Rome parmi les 40 meilleurs architectes de moins de 40 ans, et sera publié pour l'occasion dans un ouvrage intitulé New Generation of International Architecture chez Skira. Il a reçu également plusieurs prix dont celui de la créativité à la « Feidad » de Taïwan, le prix de la Tour Eiffel à Paris, et deux récompenses aux « A design Awards » à Milan en architecture et en architecture d'intérieure.
Il a livré le complexe de luxe Anantara Jabal Akhdar au sultanat d'Oman, qu'il a conçu entièrement. La BBC lui a consacré un épisode de l'émission Amazing Hotels.

## Récompenses
- Unesco Award for Best hotel in Africa and West Asia : Prix de Versailles World design awards for hotels, 2017.
- Best hotel under 200 rooms in Gulf States, at International hotel and property awards, (London, UK), 2017
- Golden design award at A Design awards (Milan, Italy), 2017
- Best Spa Resort at AHEAD Awards for hospitality experience and design (organized by Sleeper Magazine), (London, UK), 2017
- Best Hotel, MEED Quality Awards, (Dubai, UAE) 2017
- Silver design award at A Design awards (Milan, Italy), 2015
- Eiffel tower prize, (Paris, France), 2002
- « Creativity Prize » at F.E.I.D.A.D, Far Eastern International Digital Architecture Design Award, (Taiwan), 2000.

## Expositions
- A design at the MOOD - Museum of Outstanding Design in 2015.
- Living in Motion at Institute of Contemporary Arts, Boston in 2006.
- Mobility at Hangaram Design Museum, Seoul in 2006.
- Living in Motion at Fundacion Canal in Madrid in 2005.
- Blow up at the Vitra Design Museum, Berlin in 2002
- Living in Motion at the Vitra Design Museum, Weil am Rein in 2002
- Air Air Grimaldi Forum in Monaco in 2000.